# Sampaio Correia
José Matoso de Sampaio Correia, mais conhecido como Sampaio Correia (Niterói, 8 de setembro de 1875 — Rio de Janeiro, 17 de novembro de 1942), foi um professor, engenheiro, jornalista, empresário e político brasileiro.
Foi senador pelo então Distrito Federal de 1921 a 1927, além de deputado federal de 1918 a 1920 e de 1933 à 1937.
A vida política de José Matoso de Sampaio Correia começou em 1918, quando se elegeu deputado federal pelo Distrito Federal, pela Aliança Republicana. Durante a legislatura, fez parte da Comissão de Finanças da Câmara dos Deputados, e ajudou o prefeito Paulo de Frontin, no plano de abastecimento de água. 
Já no ano de 1920, foi eleito senador. Apoiou, como líder da Aliança Republicana a candidatura de Artur Bernardes, que foi eleito em março de 1922 nas eleições do sucessor do presidente na época, Epitácio Pessoa. A carreira no senado durou até 1926, participando da visita ao Parlamento mexicano e da VI Conferência Pan-Americana, que foi realizada em Havana, capital de Cuba, no Governo Washington Luís.
Depois da Revolução de 1930, se elegeu mais uma vez deputado pelo Distrito Federal como candidato avulso à Assembleia Nacional Constituinte. A legenda carregava o título de “o candidato da cidade”. Tomou a posse em novembro daquele ano, passando a compor a Comissão Constitucional, conhecida como Comissão dos 26, que estudava o anteprojeto da Constituição. 
Foi reeleito em outubro de 1934, e continuou na Câmara, sendo um opositor do governo de Getúlio Vargas. No mês de novembro do ano seguinte, depois do levante comunista, promovido pelos comunistas em nome da Aliança Nacional Libertadora (ANL), o governo precedeu ações anticomunista e antiliberal, com o intuito de se consolidar no poder. 
Ficou na Câmara dos Deputados até novembro de 1937, quando o Estado Novo eliminou todos os órgãos legislativos do Brasil. Apesar de estar fora do Parlamento, se manteve na posição de opositor ao governo. 
Como jornalista, foi fundador do jornal A Tarde. Também era sócio da Associação Comercial do Rio de Janeiro, da Federação das Associações Comerciais do Brasil, como representante do estado de Minas Gerais, e do Instituto Politécnico, do Clube de Engenharia, do qual foi presidente e por fim, do Aeroclube Brasileiro, que também foi mandatário. 
Faleceu no Rio de Janeiro em novembro de 1942. 